# Aldeias Altas
Aldeias Altas é um município brasileiro do estado do Maranhão. Localiza-se na microrregião de Coelho Neto, mesorregião do Leste Maranhense e faz parte da região de Planejamento dos Timbiras, na mata dos Cocais. Conserva o antigo nome da cidade de Caxias. Sua população é de 23.286 habitantes, conforme dados do (IBGE/2022), sendo a 75° do estado do Maranhão. A sua superfície é de 1951 km². Foi criado em 1961. A taxa de escolarização de 6 a 14 anos de idade (IBGE/2010) é de 94,9% da população.

## História
Em 1918, o Sr. Alderico de Novais Machado resolveu explorar sua propriedade denominada São João, constituindo a primeira casa do lugar, para onde se transferiu com a família. O local escolhido era constituído de terras férteis e banhado pelos riachos Barreiro e Cachoeira. Em seguida; passou o proprietário a desenvolver a agropecuária e indústria, trazendo o início do progresso para a região.
Pela sua condição econômica sólida, o Sr. Alderico Machado investiu bastante em estradas e criou uma escola, abrindo nova perspectivas para o lugar. Ao lado desta medida, incentivou a vinda de novos moradores, possibilitando um melhor crescimento demográfico.
Um dos filhos do pioneiro, Sr. João Machado, foi eleito Deputado Estadual, tendo a pedido do pai, iniciado uma luta séria para que São João tentasse a sua emancipação, dado o crescimento ali verificado.
Em 1961, tramitou um projeto para criação do município, com a denominação de Novo Horizonte, o qual não passou, em razão de já existir em São Paulo um município com este topônimo, o que era proibido por lei. Reformulando o Projeto, veio a ser aprovado pela lei nº 2173, de 26 de dezembro de 1961, com a denominação de Aldeias Altas, desmembrado de Caxias.

## Geografia
Em 2024, a área do município de Aldeias Altas era de 1.943,413  quilômetros quadrados, o que o colocava na posição 44 dentre os 217 municípios do estado do Maranhão.
Educação
Em 2010, a taxa de escolarização de 6 a 14 anos de idade do município de Aldeias Altas era de 94,8%. Comparando-se com os outros municípios do estado do Maranhão, ficava na posição 180 de 217. Já em relação ao Índice de Desenvolvimento da Educação Básica (IDEB), no ano de 2023, nos anos iniciais do ensino fundamental na rede pública perfazia o total de 4,3 e para os anos finais, 3,6.
| Taxa de escolarização de 6 a 14 anos de idade [2010]             | 94,9%            |
| IDEB – Anos iniciais do ensino fundamental (Rede pública) [2023] | 4,3              |
| IDEB – Anos finais do ensino fundamental (Rede pública) [2023]   | 3,6              |
| Matrículas no ensino fundamental [2023]                          | 4.488 matrículas |
| Matrículas no ensino médio [2023]                                | 807 matrículas   |
| Docentes no ensino fundamental [2023]                            | 287 docentes     |
| Docentes no ensino médio [2023]                                  | 46 docentes      |
| Número de estabelecimentos de ensino fundamental [2023]          | 43 escolas       |
| Número de estabelecimentos de ensino médio [2023]                | 1 escolas        |

Fonte: IBGE
Economia
Em 2021, o PIB per capita de Aldeias Altas era de R$ 9.246,08. Comparando-se com outros municípios do estado do Maranhão, ficava nas posições 107 de 217. Já o percentual de receitas externas em 2023 era de 88,52%, o que o colocava na posição 170 dentre os 217 municípios do Estado.
| Salário médio mensal dos trabalhadores formais [2022]                                             | 1,6 salários mínimos |
| Pessoal ocupado [2022]                                                                            | 2.806 pessoas        |
| População ocupada [2022]                                                                          | 12,05%               |
| Percentual da população com rendimento nominal mensal per capita de até 1/2 salário mínimo [2010] | 54,8%                |

Fonte: IBGE
Saúde
Em 2022, a taxa de moralidade infantil média de Aldeias Altas era de 5,52 para 1.000 nascidos vivos. Já as internações devido a diarreias eram de 34,4 para cada 1.000 habitantes. Comparando-se com todos os municípios do estado do Maranhão, ficava nas posições 191 de 217 e 116 de 217.
Meio Ambiente
O bioma predominante do município de Aldeias Altas é o cerrado. Em 2010, o município apresentava 8% de domicílios com esgotamento sanitário adequado, além de 82,1% de domicílios urbanos em vias públicas com arborização e 0,2% de domicílios urbanos em vias públicas com urbanização adequada.

## Últimos prefeitos eleitos
| Ano  | Prefeito   | Partido | Votos | %     | Ref    |
| ---- | ---------- | ------- | ----- | ----- | ------ |
| 2012 | Dr. Tinoco | PMDB    |       |       | [ 8 ]  |
| 2016 | Zé Reis    | PP      | 6.062 | 46,05 | [ 9 ]  |
| 2020 | Kedson     | PL      | 7.212 | 52,73 | [ 10 ] |
| 2024 | Kedson     | PL      | 9.907 | 67,12 | [ 11 ] |